# Atriplex pamparum
Atriplex pamparum là loài thực vật có hoa thuộc họ Dền. Loài này được Griseb. mô tả khoa học đầu tiên năm 1874.